# اتهامات الإبادة الجماعية في دونباس
وجهت روسيا اتهامات كاذبة بارتكاب إبادة جماعية في دونباس ضد أوكرانيا منذ عام 2014. زعمت الدعايات الروسية أن السلطات الأوكرانية اتخذت إجراءات في خضم الحرب في دونباس ترقى إلى مستوى الإبادة الجماعية ضد المتحدثين باللغة الروسية في أوكرانيا. استشهد بها الرئيس الروسي فلاديمير بوتين لدعم الغزو الروسي لأوكرانيا، وهو تصعيد واسع النطاق للحرب الروسية الأوكرانية.
في أعقاب الغزو، رفعت أوكرانيا دعوى أمام محكمة العدل الدولية (آي سي جي) بشأن الأنشطة العسكرية الروسية في أوكرانيا. لم تجد محكمة العدل الدولية، خلال إجراءات قضية أوكرانيا ضد الاتحاد الروسي، أي دليل يدعم الاتهام الروسي بالإبادة الجماعية، وأمرت روسيا لاحقًا بـ «تعليق العمليات العسكرية للغزو على الفور». وحذر 30 من علماء القانون والمذابح الجماعية من أن الاتهامات الروسية ضد أوكرانيا جزء من أسلوب «الاتهام في مرآة»، مما يكشف في نهاية المطاف التحريض الروسي على ارتكاب الإبادة الجماعية ضد الأوكرانيين.

## الاتهامات
يوجد عدد كبير من السكان الناطقين بالروسية يعيشون في الأجزاء الشرقية والجنوبية من أوكرانيا، ويشكل السكان الناطقون بالروسية الغالبية العظمى في منطقتي دونيتسك ولوهانسك في شرق أوكرانيا. في بداية عام 2014، فر الرئيس فيكتور يانوكوفيتش، الموالي لروسيا، إلى روسيا تحت ضغط الحركة المؤيدة للديمقراطية وأعلنت الدولتان استقلالهما، مما أدى إلى اندلاع الحرب في دونباس. في الوقت نفسه، بدأت الحكومة الموالية لأوروبا في كييف باستخدام اللغة الأوكرانية تدريجيًا لتحل محل الوضع المسيطر للغة الروسية في أوكرانيا. منذ عام 2014، اتهمت الحكومة الروسية أوكرانيا بشكل متكرر بارتكاب إبادة جماعية ضد السكان المحليين في دونتسك ولوهانسك الخاضعين لسيطرتها، واضطهاد السكان المحليين الناطقين بالروسية وتهديدهم بالتعنيف أو الموت.
قتل أكثر من 3 آلاف مدني خلال القتال في دونباس بين 2014 و2022، لكن لا يوجد أي دليل يدعم الادعاءات بأن أوكرانيا ارتكبت إبادة جماعية بالمتحدثين باللغة الروسية أو من هم من أصل روسي في أوكرانيا. قبل أن تبدأ روسيا غزوها واسع النطاق لأوكرانيا في عام 2022، تراجعت شدة الأعمال العدائية في دونباس باطراد منذ توقيع اتفاقيات مينسك في فبراير عام 2015.
في 23 فبراير عام 2022، عندما بدأت التوترات على الحدود الروسية الأوكرانية، دعت أوكرانيا المجتمع الدولي إلى إيقاف مخططات العدوان الروسية في الجمعية العامة للأمم المتحدة، وقال نيبينجا، ممثل روسيا الدائم في الأمم المتحدة: في ضوء الإبادة الجماعية الفاضحة وأهمها حقوق الإنسان لشعوب العالم- يتم انتهاك الحق في الحياة، ولا يمكن لبلدنا أن يبقى غير مكترث لمصير 4 مليون شخص في دونباس.

## جرائم الحرب التي ارتكبتها القوات الروسية خلال الحرب في دونباس
خلال النزاع المستمر، ارتكبت القوات الروسية ووكلاءها من الانفصاليين العديد من جرائم الحرب، بما في ذلك إسقاط طائرة الخطوط الجوية الماليزية في رحلتها رقم 17، واستهداف روسيا المتعمد للمدنيين في ماريوبول، وقصف المدنيين في كراماتورسك، والهجمات على الحافلات المدنية في فولنوفاخا، وغيرها. أقامت القوات المؤيدة لروسيا أيضًا سجون تعذيب سرية في المنطقة.

## ردود الفعل
قالت منظمة الأمن والتعاون في أوروبا (أو إس سي إي)، التي كانت تراقب النزاع في أوكرانيا منذ عام 2014، إنها لم تجد أي دليل يدعم ادعاءات روسيا.
في 7 مارس عام 2022، تقدمت أوكرانيا بشكوى إلى محكمة العدل الدولية، تفيد بأن ادعاءات روسيا بالإبادة الجماعية كانت غير صحيحة، ولا يمكنها بأي حال من الأحوال أن تشكل أساسًا قانونيًا للغزو وأنها بموجب اتفاقية منع ومعاقبة جريمة الإبادة الجماعية لعام 1948 رفعت دعوى قضائية حول غزو روسيا لأوكرانيا. في 16 مارس عام 2022، حكمت محكمة العدل الدولية أنه يجب على روسيا “إيقاف عمليتها العسكرية في أوكرانيا على الفور”، موضحةً أن “لدى أوكرانيا الحق بعدم قبول العمل العسكري من جانب الاتحاد الروسي لمنع ومعاقبة ما سمي عقوبة الإبادة الجماعية في أوكرانيا”.
قالت ميلاني أوبرين، رئيسة الرابطة الدولية لعلماء الإبادة الجماعية (آي إيه جي إس)، لرويترز أن الرابطة الدولية لعلماء الإبادة الجماعية أصدرت بيانًا يدين «إساءة استخدام بوتين لمصطلح إبادة جماعية». وقال إنه «لا يوجد أي دليل نهائيًا على حدوث إبادة جماعية في أوكرانيا».
رفض المستشار الألماني أولاف شولز ادعاءات بوتين واصفًا إياها بأنها «سخيفة»، وقال إنه لا يوجد أي دليل على الإطلاق على حدوث إبادة جماعية في شرق أوكرانيا.